# Slippery When Ill
Slippery When Ill è il secondo album studio della band The Vandals ed il primo con il cantante Dave Quackenbush al posto del fondatore Steven Ronald "Stevo" Jensen. Del tutto diverso rispetto ai lavori precedenti ed anche a quelli successivi è in effetti un album abbastanza dimenticato dalla band, per via delle influenze country e di musica western che diedero vita al genere cow punk.
L'album, le cui linee di basso sono eseguite da Robbie Allen, è l'ultimo in cui Joe Escalante suona la batteria. Di lì a poco egli si sposterà appunto verso il basso mentre Doug McKinnon subentrerà alla batteria.
Il disco è stato ripubblicato nel 1999 dalla Kung Fu Records (l'etichetta di proprietà di Escalante e Quackenbus) col nome The Vandals Play Really Bad Original Country Tunes.

## Tracce
1. Clowns Are Experts
2. Susanville
3. Desert Woman
4. In America
5. Elvis Decanter
6. Goop All Over the Phone (Pleasant All Over the Bill)
7. Shi'ite Punk
8. Gator Hide
9. Long Hair Queer
10. (Illa Zilla) Lady Killa

## Formazione
- Dave Quackenbush - voce
- Jan Nils Ackermann - chitarra
- Robbie Allen - basso
- Joe Escalante - batteria